# Adriano Gabiru
Adriano Gabiru, właśc. Carlos Adriano de Souza Vieira (ur. 11 sierpnia 1977 w Maceió) – brazylijski piłkarz, występujący na pozycji ofensywnego pomocnika.

## Kariera klubowa
Adriano Gabiru rozpoczął piłkarską karierę w CSA Maceió w latach 1997 roku. Z CSA Maceió zdobył mistrzostwo stanu Alagoas – Campeonato Alagoano 1998. W 1998 przeniósł się do pierwszoligowego Athletico Paranaense, w którym grał do 2006 roku, z krótkimi przerwami na wypożyczenia do Olympique Marsylia w 2000 i Cruzeiro EC w 2004 roku). 
Z klubem z Kurytyby czterokrotnie zdobył mistrzostwo stanu Parana – Campeonato Paranaense w 1999, 2000, 2001 i 2002 oraz mistrzostwo Brazylii 2001.
W 2006 roku przeszedł do SC Internacional. Z Internacionalem zdobył Copa Libertadores 2006 oraz Klubowy Puchar Świata 2006.
W 2007 roku dwukrotnie był wypożyczany do Figueirense FC i Sport Recife, a w 2008 do Goiás EC. W 2009 roku grał w Guarani FC. W 2010 był zawodnikiem Mixto Cuiabá, obecnie występuje w Sport Club Corinthians Paranaense.

## Kariera reprezentacyjna
Adriano Gabiru za sobą występy w reprezentacji Brazylii, w której zadebiutował 11 czerwca 2003 w towarzyskim meczu z reprezentacją Nigerią. W tym samym miesiącu uczestniczył Pucharze Konfederacji 2003, na którym wystąpił tylko w meczu grupowym z Kamerunem 19 czerwca. Były to jedyne jego występy w barwach canarinhos.